# Giulio Racah

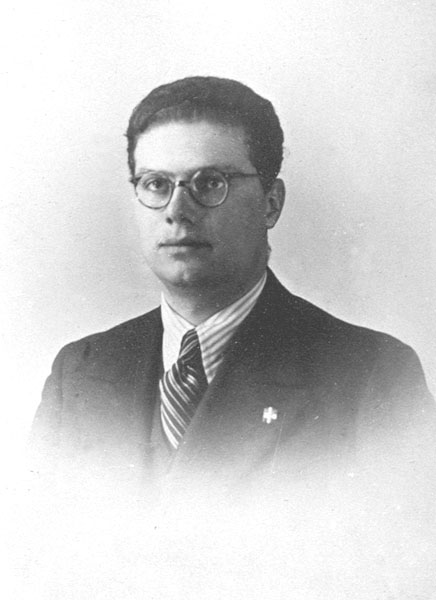
Giulio Racah
Quelle: University of Pisa

Giulio (Yoel) Racah (* 9. Februar 1909 in Florenz, Italien; † 28. August 1965 ebenda) war ein israelisch-italienischer Mathematiker und Physiker.

## Leben
Racah wurde in Florenz ausgebildet und 1930 an der dortigen Universität bei Enrico Persico promoviert. In der Folge arbeitete er in Rom bei Enrico Fermi und in Zürich mit Wolfgang Pauli. Im Jahre 1932 wurde er Professor an der Universität Florenz und übernahm 1937 eine Professorenstelle an der Universität Pisa.
Im Jahre 1939 musste er seine Stelle aufgrund der italienischen Rassengesetze von 1938 aufgeben und emigrierte nach Palästina. Dort wurde er zum Professor für theoretische Physik an der Hebräischen Universität in Jerusalem ernannt. 1946 wurde er dort Dekan der Wissenschaftlichen Fakultät. Später wurde er auch Rektor und geschäftsführender Präsident der Universität. Racah war maßgeblich am Aufbau der theoretischen Physik in Israel beteiligt.
Racahs Hauptgebiete in der Forschung waren Quantenphysik und Atomspektroskopie. Er ist heute vor allem bekannt für die von ihm entwickelte Algebra der Kopplung von Drehimpulsen, mit Anwendungen in der Atomphysik und Kernphysik. So sind die in der Komplexchemie wichtigen parametrisierten Energiewerte als Racah-Parameter ebenso bekannt, wie die in der Atomphysik verwendete Racah-Notation zur Beschreibung des Energieniveaus von angeregten Atomen.
Mit seinem Cousin Ugo Fano schrieb er darüber 1959 das Buch Irreducible Tensorial Sets (Academic Press, New York). Im Jahre 1958 erhielt Racah den Israel-Preis für Physik für sein Lebenswerk verliehen. 1959 gehörte er zu den Gründungsmitgliedern der Israelischen Akademie der Wissenschaften. 1961 erhielt er den Rothschild-Preis. 1963 wurde er in die American Academy of Arts and Sciences gewählt. Er starb 1965 in Florenz auf dem Weg nach Amsterdam infolge eines Gaslecks in einer defekten Heizung.
Ihm zu Ehren wurde 1970 das Racah-Institut für Physik gegründet, gleichzeitig benannte die Internationale Astronomische Union den Racah-Krater auf dem Mond nach ihm.